# Поливода, Григорий Степанович
Григорий Степанович Поливода (7 октября 1907, Енакиево, Сталинская область  —  30 июля 1941, Маньковский район, Черкасская область) — командир Пограничных войск СССР.

## Биография
В 1928 году был призван на службу в пограничные войска и направлен в Даурский пограничный отряд.
В 1933—1934 годах учился в Саратовском военном училище войск НКВД, по окончании которого служил на командных должностях в том же отряде.
В апреле 1940 года был переведён на западную границу.

### Участие вВеликой Отечественной войне
На 22 июня 1941 года — старший лейтенант, помощник начальника 2-го отделения штаба 92-го пограничного Перемышльского отряда Украинского пограничного округа.
23 июня 1941 года возглавил сводный батальон пограничников, который совместно с частями 99-й стрелковой дивизии и ополченцами освободил город Перемышль, став первым командиром, чьи подчинённые освободили советский город от немецко-фашистских захватчиков. В ходе этого боя отряд Поливоды вторгся в германскую часть Перемышля. Был назначен комендантом Перемышля.
Погиб в бою 30 июля 1941 года.

## Награды
27 мая 1967 года указом Президиума Верховного Совета СССР старший лейтенант Поливода был награждён орденом Отечественной войны I степени (посмертно).

## Память
21 июня 1968 года постановлением Совета Министров УССР № 316 имя старшего лейтенанта Поливоды было присвоено одной из пограничных застав Краснознамённого Западного пограничного округа.
Именем Г. С. Поливоды названа одна из улиц Енакиево (бывшая «1-я городская»).